# Kloster Sterkrade
Das Kloster Sterkrade war ein Kloster der Zisterzienserinnen im heutigen Stadtteil Sterkrade von Oberhausen, das im Jahr 1240 als Filiale des Klosters Duissern in Duissern gestiftet wurde. Es wurde 1809 während der Napoleonischen Besetzung aufgehoben.

## Gründung
Die Gründung ging von den adeligen Familien von Hillen und von Holten aus. Sie haben das Kloster auch wirtschaftlich gefördert. Im Jahr 1240 erhielt die Äbtissin von Duissern Regenvidis von Hillen die Genehmigung des Kölner Erzbischofs Konrad von Hochstaden zur Gründung eines Filialklosters auf dem Besitz ihrer Familie. Konrad von Hillen, Richter im Vest Recklinghausen, ein Bruder der Äbtissin, verkaufte 1241 dem Kloster das Gut Defte. Das dort eingerichtete Kloster wurde bald wieder aufgegeben. Adolph von Holte stellte der Gemeinschaft seinen Besitz Sterkrade zur Verfügung. Dessen Erbtochter Mechthild von Holte übertrug dem Kloster ihre Anteile an der Kirche in Sterkrade und das dazugehörende Patronatsrecht. Außerdem schenkte sie dem Kloster Landbesitz, eine Mühle und einen Fischteich. Die Pfarrkirche diente den Nonnen auch als Klosterkirche. Im Jahr 1271 wurde das Kloster offiziell in den Zisterzienserorden aufgenommen und dem Kloster Kamp unterstellt. Anfangs kamen die Nonnen aus dem Kreis der Töchter der Burgmannen der Burg Holte. Vögte waren die Grafen von der Mark. Im Jahr 1278 verzichteten diese auf die Einkünfte als Vogt zu Gunsten des Klosters. Die Zahl der Insassen soll um 1280 20 Nonnen betragen haben.

## Spätmittelalter
Das Kloster wurde wohlhabend. Bis ins 14. Jahrhundert erlebte es einen wirtschaftlichen Aufschwung. Es profitierte von weiteren Schenkungen. Es besaß Grundbesitz in Sterkrade, Kirchhellen, Bottrop, Gladbeck, Hünxe, Dinslaken, Walsum, Holten, Beeck, Hamborn, Mülheim und Borbeck. Seit 1338 lag die Landeshoheit beim Grafen von Kleve.
In der Zeit der Äbtissinnen Lisa von Stecke (1382–1418) und Adelheid von der Hoven ließ die Klosterzucht nach. Stattdessen setzte eine Verweltlichung ein.
Ab dem 15. Jahrhundert war das Kloster zudem vielfach von Zerstörungen, Plünderungen und erzwungenen Kriegskontributionen betroffen. Aus diesem Grund war die Gemeinschaft häufig in wirtschaftlichen Schwierigkeiten. In vorübergehenden Phasen des ökonomischen Aufschwungs wurden die Klostergebäude wieder aufgebaut oder erneuert.
Besonders schwierig war die Lage während der Soester Fehde. Zu dieser Zeit war das monastische Leben fast vollständig zum Erliegen gekommen. Vermögenswerte und Besitzungen wurden verpfändet. Äbtissin Hadewigis von Loe (1461–1473) erbat von Papst Pius II. eine Überprüfung aller früherer Verträge zur Übertragung von Vermögenswerten. Der Papst setzte eine Kommission zur Wiederbeschaffung des früheren Klostervermögens ein. Über den Erfolg ist nichts bekannt. Auch die Landesherren beteiligten sich an der Erneuerung des Besitzes. Kurze Zeit später setzte unterstützt vom Landesherren auch eine Reform des geistigen Lebens, teilweise gegen den Widerstand einiger Nonnen, ein. Es kam auch zu Erneuerung der Klosterbauten. Im Jahr 1484 erhielt die Klosterkirche ein neues Chorgestühl. Seit dem Ende des 15. Jahrhunderts wurde der Gemeindegottesdienst in einem Teil des Kreuzganges abgehalten.

## Frühe Neuzeit
Obwohl das Herzogtum Kleve protestantisch wurde, blieb Kloster Sterkrade katholisch. Ob die Reformation zum Klosteraustritt von Nonnen oder ähnlichen Folgen führte, ist nicht bekannt. Allerdings mussten sich die Äbtissinnen zeitweise gegen protestantisch gesinnte Pfarrer zur Wehr setzten. Im Zuge der Visitationen zur Zeit der Gegenreformation wurde Sterkrade 1574 durch Generalabt Nicolaus Boucherat besucht. Er fand eine Gemeinschaft von 14 Nonnen vor. Da es nicht den Beschlüssen des Konzils von Trient folgte, sollte das Kloster in dessen Sinn reformiert werden.

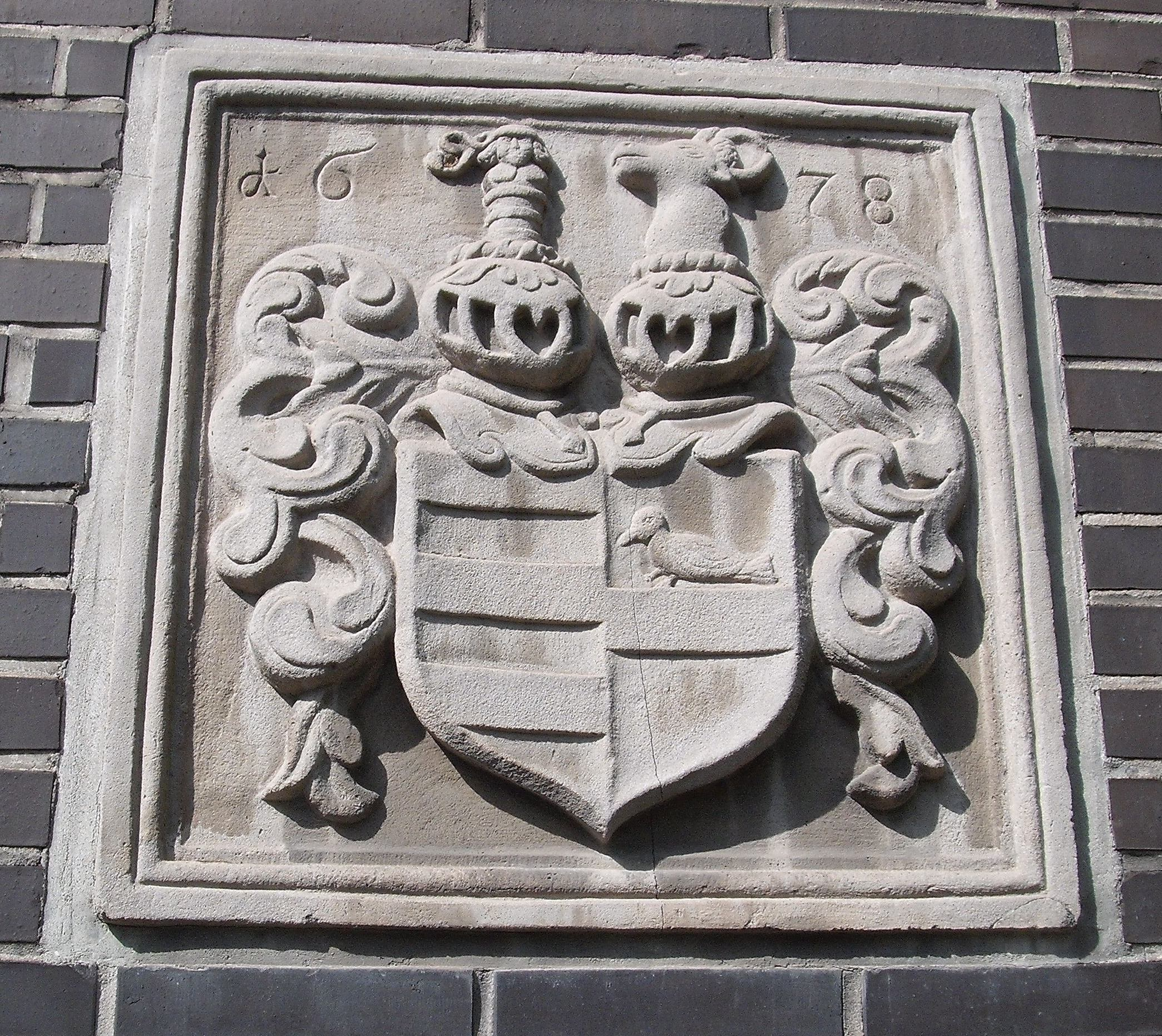
Wappen am Kloster Sterkrade

Während des Truchsessischen Krieges wurde das Kloster 1583 erneut zerstört. Der Konvent musste bis zum Wiederaufbau fast vierzig Jahre in Holten verbringen. In dieser Zeit gab es zwischen 1597 und 1617 keine Äbtissin. Die Klausurbestimmungen wurden nicht mehr streng eingehalten. Seit dieser Zeit ist die kirchenrechtliche Stellung unklar. Es gab in den folgenden Jahrhunderten neben dem Klosterbegriff auch die Bezeichnung adeliges Stift, hochadelige Abtei, hochadeliges freies Kloster oder freiadeliger Konvent. Seit 1618 erfolgte der Wiederaufbau. Während des Dreißigjährigen Krieges wurde das Kloster geplündert. Am Ende des Krieges verweigerten die Nonnen dem Nuntius Fabio Chigi (später Alexander VII.) auf dessen Rückweg vom Friedenskongress in Münster die Unterkunft. Chigi hielt das in seinen Reiseaufzeichnungen mit folgenden Worten fest:
„Dann durch die Heide, und nun liegt ein Frauenkloster am Wege;

Aber die Tore bleiben verschlossen, die Nonnen verweigern

Jegliches Gastrecht, da helfen kein Bitten und keine Bezahlung!

An dies unmenschliche Volk wird der scheußliche Name des Ortes Sterkenroden (=Sterkrade)

Erinnern in allen Ländern der Erde! – 

Traurig ziehen wir weiter und kommen zum Ufer der Emscher.

Überflutet die Brücke vom dauernden Regen! – 

Die Wagen fahren wir leer hinüber, dann folgt die triefende Sänfte!

Und im Nachen erreichen wir selbst das andere Ufer.“
Im Jahr 1663 wurde die Äbtissin Anna Maria von Capellen (1627–1663) auf Grund von Klagen ihrer Mitschwestern ihres Amtes enthoben.
Im Jahr 1701 wurde der östliche Flügel des Klosters neu erbaut. Das Kloster wurde ab 1738 zu einem bedeutenden Wallfahrtsort durch das sogenannte Sterkrader Gnadenbild. Es ist dem Gnadenbild Mariahilf von Lucas Cranach dem Älteren nachgebildet und befindet sich bis heute in Sterkrade.

## Auflösung des Klosters
Das Kloster wurde 1809 aufgehoben. Im Jahr 1816 wurden die Klostergüter vom preußischen Staat verkauft. Auf dem Besitz entwickelte sich die Gute-Hoffnungs-Hütte Oberhausen.
Von den Baulichkeiten ist nichts erhalten. Das alte Chorgestühl wurde in die St. Maximilian-Kirche nach Duisburg-Ruhrort gebracht. An der Stelle der alten romanischen Klosterkirche wurde 1872 ein Neubau errichtet. Dieser wurde am 24. März 1945 sehr stark beschädigt und später abgerissen. 1953 wurde die heutige dritte Pfarrkirche der katholischen Propstei St. Clemens in Sterkrade an dieser Stelle erstellt.

## Neugründung des Klosters

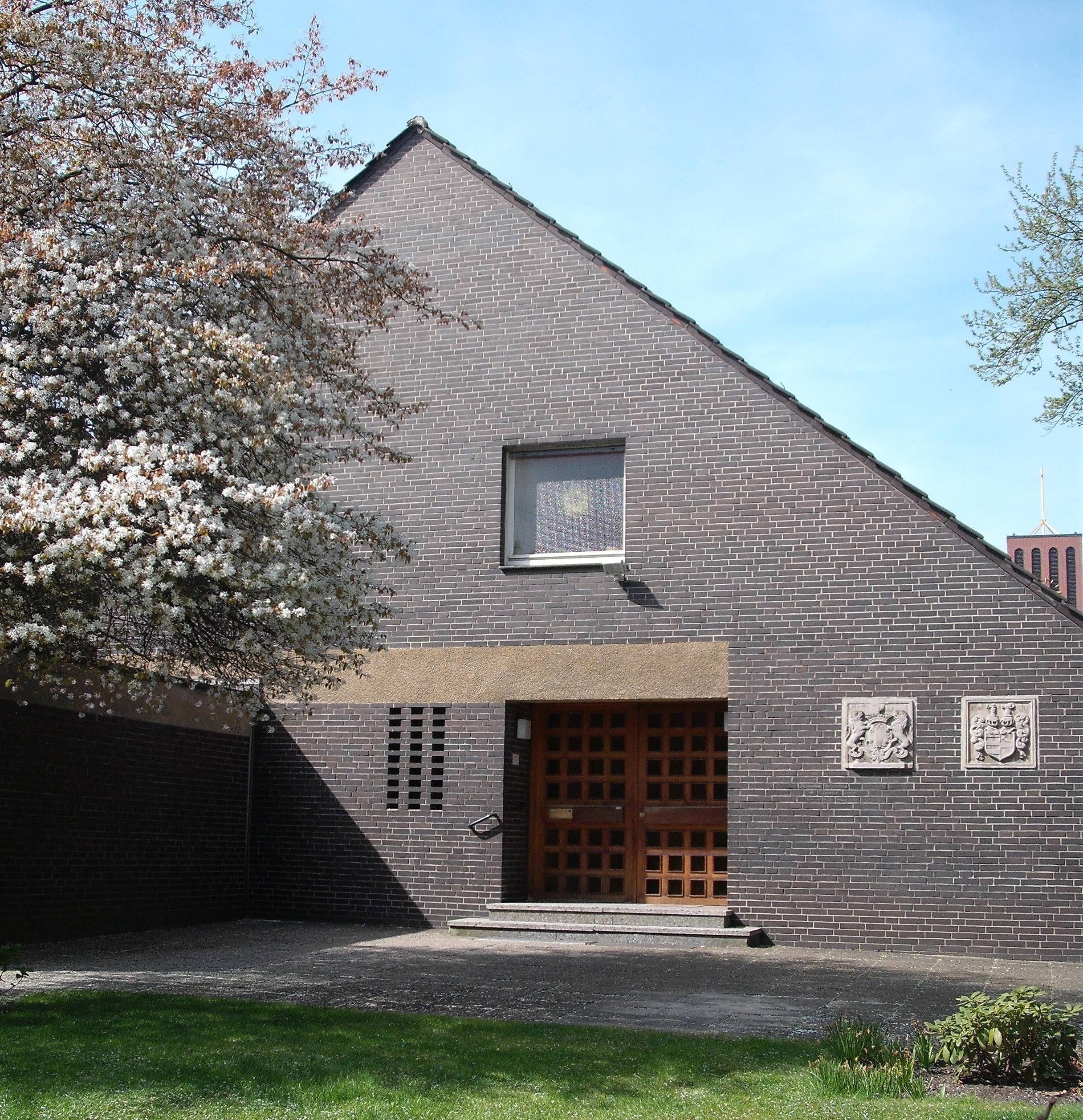
Eingangsfassade des neuen Klostergebäudes

Im Jahre 1898 kamen die Schwestern von der göttlichen Vorsehung nach Sterkrade und bezogen das Kloster. Sie waren hauptsächlich in der Kranken- und Altenpflege tätig und betreuten den Kindergarten der St.-Clemens-Pfarre.
Im Januar 1969 stürzte als Folge des strengen Winters ein Teil des Dachstuhls ein. Die Nonnen zogen danach in das bereits seit 1968 im Bau befindliche neue Gebäude hinter der St.-Clemens-Kirche ein.
Bedingt durch die Altersstruktur der hier lebenden Schwestern wurden vor einigen Jahren ihre Tätigkeiten beendet. Im November 2012 verließen die Schwestern das Kloster.
Seit dem Mai 2014 wird das Kloster von Schwestern des Ordens Medizinische Schwestern St.Joseph (Medical Sisters St.Joseph) (gegründet 1947 in Indien) bewohnt.